# Alberto Zamot
Alberto Zamot, né le 19 novembre 1942, à Utuado, à Porto Rico, est un ancien joueur portoricain de basket-ball.